# Dido Sotiríou

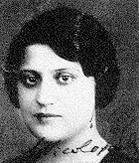
Dido Sotiríou

Dido Sotiríou (en griego: Διδώ Σωτηρίου, en turco: Dido Sotiriyu, Aydın, 18 de febrero de 1909-Atenas, 23 de febrero de 2004) fue una periodista, escritora y dramaturga griega.

## Biografía
Sus padres eran Evangelos Pappas y Marianthi Papadopoulou y nació en Anatolia, por aquel entonces en el Imperio otomano, en el seno de una familia políglota acomodada Según la escritora, su infancia fue muy feliz acompañada de sus dos hermanos mayores y sus dos hermanos menores. Su padre se arruinó cuando ella tenía ocho años y se fue a vivir con un tío rico a Atenas donde realizó sus principales estudios. Este hecho, más tarde sería rememorado por la escritora como "mi primera experiencia de refugiada". En 1919, la familia se mudó a Smyrna (hoy Izmir) durante la ocupación griega, pero tras la conquista turca de Asia menor-véase Guerra greco-turca (1919-1922)- la familia regresaría a Grecia estableciéndose en Pireo donde el padre trabajaría en el puerto.
Estos acontecimientos hicieron que tuviera un gran sentido de la justicia social y en 1933 se unió al frente antifascista, conoció a la camarada de Lenin Alexandra Kollontai en 1935, fundó en 1945 la Federación Femenina Internacional Democrática en París y se opuso a la dictadura de Ioannis Metaxas y a la ocupación griega de la Segunda Guerra Mundial militando en el partido comunista griego y editando en un periódico antifascista.
Trabajó más tarde en publicaciones como Gynaika ("Mujer") o Neos Kosmos ("Nuevo Mundo") y el diario comunista Rizospastis, del que fue redactora jefe. Recibió varios reconocimientos como novelista.
En 1986, con Zulfu Livaneli y Mikis Theodorakis fundó la asociación de amistad turcogriega  (Daphne/Defne).
Falleció de pulmonía en Atenas a los 95 años de edad.

## Obras
- Οι νεκροί περιμένουν (1959)
- Ηλέκτρα (1961)
- Ματωμένα χώματα (1962)
- Η Μικρασιάτικη Καταστροφή και η στρατηγική του ιμπεριαλισμού στην Ανατολική Μεσόγειο(1975)
- Εντολή (1976)
- Μέσα στις φλόγες (1978)
- Επισκέπτες (1979)
- Κατεδαφιζόμεθα (1982)
- Θέατρο (1995)
- Τυχαίο συναπάντημα και άλλες ιστορίες (2004)